# William Murray, 1. Earl of Mansfield

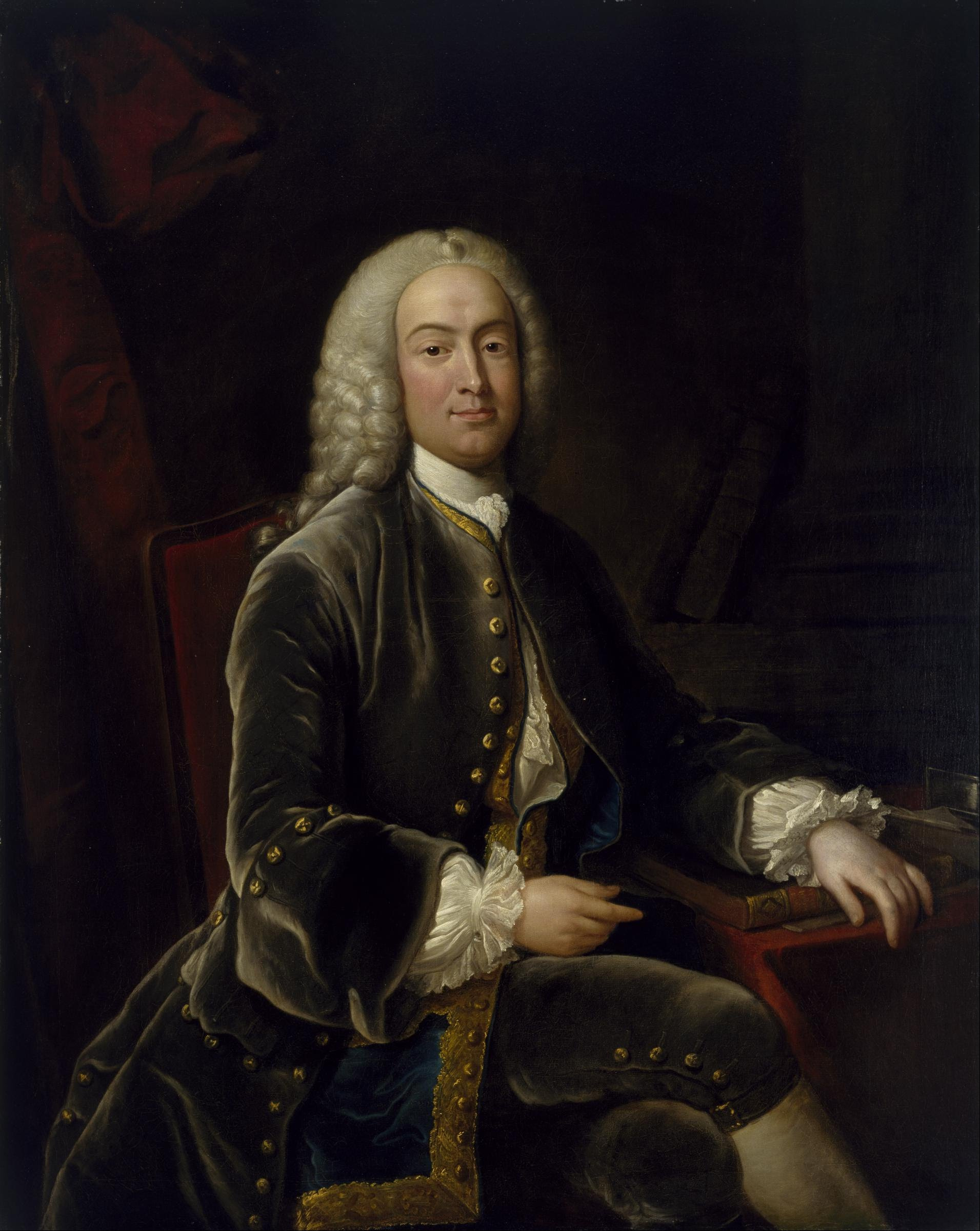
William Murray, 1. Earl of Mansfield, vor 1746

William Murray, 1. Earl of Mansfield (* 2. März 1705 in Scone Palace, Perthshire, Schottland; † 20. März 1793 in Kenwood House, London) war ein britischer Barrister, Politiker und Richter.

## Leben
Murray war der dritte Sohn von David Murray, 5. Viscount of Stormont, aus dessen Ehe mit Marjory Scott. Seine Eltern waren Unterstützer der jakobitischen Sache. Sein älterer Bruder James folgte 1715 dem „Old Pretender“ ins Exil.
Er besuchte die Perth Grammar School. Mit 13 Jahren zog er nach London, um die Westminster School zu besuchen. Am 21. Mai 1719 wurde er King’s Scholar. Im Mai 1723 wurde er am Christ Church College der Universität Oxford aufgenommen und schloss sein Studium vier Jahre später ab. Am 23. November 1730 wurde er von der Anwaltskammer Lincoln’s Inn als Barrister zugelassen.
Als im Act of Union 1707 England und Schottland vereint wurden, blieben beider Rechtssysteme bestehen, aber das britische House of Lords wurde sowohl für englisches als auch für schottisches Recht zum höchsten Berufungsgericht. Hier musste ein Rechtsanwalt sowohl mit dem schottischen als auch mit englischem Recht vertraut sein. Murray fand seine Nische, indem er ab 1733 im House of Lords in schottischen Fällen tätig wurde. Mit dem Fall Moncrieff v Moncrieff etablierte er sich als brillanter junger Anwalt. Nach Moncrieff war Murray an fast jedem Fall im House of Lords beteiligt, unabhängig davon, ob ein schottisches Gericht Berufung eingelegt hatte oder nicht. 1737 vertrat er die Stadt Edinburgh bei einem Falls vor dem House of Lords und House of Commons. Diese wollten die Stadt wegen Lynchjustiz entrechten. Weil er die Strafe in eine Geldstrafe umwandeln konnte, schenkten ihm die Bürger von Edinburgh die Freiheit der Stadt und einen Diamanten, der sich noch immer im Besitz seiner Familie befindet.
1742 wurde er als Abgeordneter für Boroughbridge im heutigen North Yorkshire ins House of Commons gewählt. Von 15. Dezember 1742 bis 6. März 1754 war er Solicitor General für England und Wales. Im Anschluss war er Attorney General for England and Wales.
Als Dudley Ryder starb, folgte er diesem am 8. November 1756 als Lord Chief Justice nach. Am selben Tag wurde er als Baron Mansfield, of Mansfield in the County of Nottingham, zum erblichen Peer erhoben. Am 19. November 1756 wurde er Mitglied des Privy Council. Vom 5. bis zum 8. April 1757 war er Schatzkanzler. In seiner Amtszeit von über dreißig Jahren bereitete er als zweithöchster Richter den Weg zur Abschaffung der Sklaverei, begründete das englische Handelsrecht, modernisierte das englische Recht und das englische Gerichtssystem.
Am 31. Oktober 1776 wurde er zum Earl of Mansfield, in the County of Nottingham, erhoben. Dieser Titel war in Ermangelung männlicher Nachkommen auch an Louisa Murray (geborene Cathcart), Viscountess Stormont (Tochter des 9. Lord Cathcart), die zweite Gattin seines Neffen David Murray, 7. Viscount Stormont, und ihre männlichen Nachkommen aus ebendieser Ehe vererbbar. Von Februar 1783 bis 23. Dezember 1783 war er zusätzlich Lord Speaker.
Sein Amt als Lord Chief Justice hatte er bis 4. Juni 1788 inne. Am 1. August 1792 wurde er zum Earl of Mansfield, in the County of Middlesex, ernannt. Dieses Earldom von 1792 fiel in Ermangelung männlicher Nachkommen an David Murray, 7. Viscount Stormont und dessen männlichen Nachkommen. Er wurde in der Westminster Abbey bestattet.

## Familie
Am 20. September 1738 heiratete Murray Elizabeth Finch, die Tochter von Daniel Finch, 2. Earl of Nottingham. Sie hatten keine Kinder und kümmerten sich um ihre verwaiste Nichte, Lady Elizabeth Murray (* 1760). Als Mansfields Neffe Captain Sir John Lindsay nach dem Siebenjährigen Krieg und seinem Einsatz in Westindien 1765 nach Großbritannien zurückkehrte, brachte er seine leibliche Tochter mit, die er Elizabeth nannte. Sie wurde 1761 als Tochter von der Afrikanerin Maria Bell, einer versklavten Frau, als Sklavin geboren. Lindsay bat Murray, ihre Pflege und Erziehung zu übernehmen, und Elizabeth wurde 1766 in London als Dido Elizabeth Belle getauft.

## Ehrungen
1801 wurde ein Marmordenkmal in der Westminster Abbey errichtet. Die Stadt Mansfield in Massachusetts ist nach ihm benannt. Aufgrund seines Rufs als Rechtsanwalt bietet Lincoln’s Inn eine Reihe von Stipendien für den Bar Vocational Course mit dem Namen Lord Mansfield Scholarship an.